# Shontelligence
Shontelligence je debitantski album barbadoške R&B pjevačice Shontelle izdan 18. studenog 2008. u izdanju SRP/Motown Recordsa. Zbog loše prodaje objavljeno je re-izdanje albuma 10. ožujka 2009. s novim singlom "Stuck With Each Other".

## Uspjeh albuma
Album je dosegao je tek 115. Mjesto na Billboard 200 listi albuma, prodavši samo 5,000 primjeraka u prvom tjednu. Album je dosegao dvadeset i peto mjesto na R&B/Hip-Hop listi albuma i treće mjesto na Heatseekers listi. Rasprodao se u tek 20,000 primjeraka u prvih nekoliko mjeseci, te je 10. ožujka 2009. Objavljeno re-izdanje albuma koje se rasprodalo u 50,000 primjeraka u SAD-u i 10,000 primjeraka u Ujedinjenom Kraljevstvu.  Kakogod, album je bio mnogo uspješniji u Ujedinjenom Kraljevstvu, završivši na trideset i četvrtom mjestu.

## Singlovi
- "T-Shirt"  je izdan kao debi singl, u srpnju 2008. Te je dosegao trideset i šesto mjesto na Billboard Hot 100 listi. U Ujedinjenom Kraljevstvu pjesma je postigla veliki uspjeh tako što je ušla u Top 10 singlova.
- "Stuck With Each Other" (Featuring Akon´drugi singl, izdan u veljači 2009. u SAD-u, a u svibnju je izdan u Ujedinjenom Kraljevstvu. Pjesma je korištena kao promotivni singl za film Confessions of a Shopaholic. Uspjeh je doživjela jedino u UK-u, gdje je završila na dvadeset i trećem mjestu.
- "Battle Cry" je izdana kao treći singl u lipnju 2009. u SAD-u, a u kolovozu je izdan u Ujedinjenom Kraljevstvu-u. Pjesma je tek dosegla šezdeset i prvu poziciju u Velikoj Britaniji.